# Ghiacciaio Daguerre
Il ghiacciaio Daguerre (in inglese Daguerre Glacier) (65°07′S 63°25′W) è un ghiacciaio situato sulla costa di Danco, nella parte occidentale della Terra di Graham, in Antartide. Il ghiacciaio, il cui punto più alto si trova 246 m s.l.m., si trova in particolare sulla penisola Kiev dove il suo flusso si unisce a quello del ghiacciaio Niépce per poi fluire fin nella cala di Lauzanne, all'interno della baia Flandres.

## Storia
Il ghiacciaio Daguerre è stato osservato su una mappa del governo argentino del 1954 e non si sa chi abbia effettivamente effettuato il suo primo avvistamento dal vivo, esso è stato comunque così battezzato nel 1960 dal Comitato britannico per i toponimi antartici in onore di Louis Daguerre, un pittore e fisico francese che nel 1839, assieme a Joseph Nicéphore Niépce, inventò e perfezionò il processo fotografico che da lui prese il nome di dagherrotipia.